# A Conspiracy of Stars
A Conspiracy of Stars è il ventesimo album in studio del gruppo musicale hard rock britannico UFO, pubblicato nel febbraio 2015 dalla Steamhammer Records.

## Tracce
1. The Killing Kind – 3:58
2. Run Boy Run – 4:16
3. Ballad Of The Left Hand Gun – 4:27
4. Sugar Cane – 6:08
5. Devils In The Detail – 5:09
6. Precious Cargo – 5:49
7. The Real Deal – 4:04
8. One And Only – 3:55
9. Messiah Of Love – 4:32
10. Rollin' Rollin' – 5:16

## Formazione
- Phil Mogg – voce
- Vinnie Moore – chitarra
- Paul Raymond – tastiere, chitarra, cori
- Rob De Luca – basso
- Andy Parker – batteria, percussioni